# Teacher Teacher
《Teacher Teacher》為日本女子偶像團體AKB48的第52張單曲，於2018年5月30日由國王唱片發行。收錄歌曲均由秋元康作詞，同名標題曲由小栗有以擔任Center（中心成員），由陽向佑斗、早川博隆、Belex作曲。

## 簡介
本张单曲与前作《Ja-Ba-Ja》相隔約2個月半发行，是AKB48在2018年發行的第二張單曲。
單曲分為包含DVD的Type A・B・C・D初回限定盤與通常盤，以及只有CD的劇場盤，共9種版本。各單曲版本均附有於2018年6月16日舉辦的AKB48第53张单曲世界选拔总选举的投票券。
選拔成員於2018年3月19日的于网络直播平台「SHOWROOM」的特别节目發表。單曲center（中心成員）由Team 8的小栗有以擔當，是她首次担任标题曲center，也是首次由Team 8成員擔當單曲選拔center。初次選拔的成員為福岡聖菜、山內瑞葵（发表时為研究生）、矢吹奈子（HKT48）。山本彩加及吉田朱里 （以上NMB48）是自《11月的腳鏈》發行的半年後回歸選拔行列、久保怜音则是自《空有願望》發行的1年後再次入選為選拔成員。前作选拔成員入山杏奈、太田夢莉、倉野尾成美、田中美久、馬嘉伶皆未入選。
歌词的概念是「誘惑老師的女學生」，编舞由曾與GFRIEND、神話、PSY等歌手合作的韓國編舞師朴俊熙負責，歌曲融合了韓流歌曲的性感可愛风格元素。
單曲於2018年4月1日在埼玉超級競技場舉辦的「AKB48單獨演唱會〜Ja-Ba-Ja是什麼？〜」上初次發表。2018年4月7日於TBS電視台《CDTV 25週年SP》節目中首度公開表演此首單曲。
2018年7月10日，日本唱片協會公佈本作已達成銷售三百萬張的紀錄，是繼1993年3月得到認證的單曲《丸子三兄弟》及2016年8月認證的SMAP單曲《世界上唯一的花》，日本史上第三張的三百萬單曲認證紀錄。

## 封面寫真
| Type A 初回限定盤 | 宮脇咲良、山本彩、小栗有以、柏木由紀、松井珠理奈、横山由依、指原莉乃     |
| Type A 通常盤     | 岡田奈奈、小栗有以、山本彩                                               |
| Type B 初回限定盤 | 白間美瑠、小嶋真子、高橋朱里、岡田奈奈、向井地美音、須田亞香里、荻野由佳 |
| Type B 通常盤     | 荻野由佳、松井珠理奈、小嶋真子                                           |
| Type C 初回限定盤 | 村山彩希、中井莉加、加藤玲奈、岡部麟、吉田朱里、瀧野由美子、込山榛香     |
| Type C 通常盤     | 白間美瑠、柏木由紀、宮脇咲良、向井地美音                                 |
| Type D 初回限定盤 | 松岡花、山本彩加、福岡聖菜、山内瑞葵、久保怜音、矢吹奈子、小畑優奈       |
| Type D 通常盤     | 須田亞香里、横山由依、指原莉乃、高橋朱里                                 |
| 劇場盤            | 小栗有以                                                                 |

## 收錄歌曲

### Type A
CD
1. 《Teacher Teacher》
（作詞：秋元康，編曲：陽向佑斗、早川博隆、Belex，作曲：早川博隆、Belex）
2. 《你是我的風》（君は僕の風）－AKB48家族Center試驗選拔
（作詞：秋元康，編曲：APAZZI，作曲：外山大輔）
3. 《浪漫準備中》（ロマンティック準備中）- Team A
（作詞：秋元康，編曲：丸谷學，作曲：丸谷學）
4. 《Teacher Teacher》off vocal ver.
5. 《你是我的風》off vocal ver.
6. 《浪漫準備中》off vocal ver.

DVD
1. 《Teacher Teacher Music Video》 
（導演：上原桂）
2. 《你是我的風 Music Video》 
（導演：瀨里義治）
3. 《浪漫準備中 Music Video》
（導演：橫堀光範）

### Type B
CD
1. 《Teacher Teacher》
2. 《你是我的風》－AKB48家族Center試驗選拔
3. 《末班電車之夜》（終電の夜）- Team K
（作詞：秋元康，編曲：CHOCOLATE MIX，作曲：CHOCOLATE MIX）
4. 《Teacher Teacher》off vocal ver.
5. 《你是我的風》off vocal ver.
6. 《末班電車之夜》off vocal ver.

DVD
1. 《Teacher Teacher Music Video》
2. 《你是我的風 Music Video》
3. 《末班電車之夜 Music Video》
（導演：三石直和）

### Type C
CD
1. 《Teacher Teacher》
2. 《你是我的風》－AKB48家族Center試驗選拔
3. 《新鐘聲》（新しいチャイム）－Team B
（作詞：秋元康，編曲：若田部誠，作曲：山田智和）
4. 《Teacher Teacher》off vocal ver.
5. 《你是我的風》off vocal ver.
6. 《新鐘聲》off vocal ver.

DVD
1. 《Teacher Teacher Music Video》
2. 《你是我的風 Music Video》
3. 《新鐘聲 Music Video》
（導演：黑田賢）

### Type D
CD
1. 《Teacher Teacher》
2. 《你是我的風》－AKB48家族Center試驗選拔
3. 《貓過敏》（猫アレルギー）－Team 4
（作詞：秋元康，編曲：板垣祐介，作曲：板垣祐介）
4. 《Teacher Teacher》off vocal ver.
5. 《你是我的風》off vocal ver.
6. 《貓過敏》off vocal ver.

DVD
1. 《Teacher Teacher Music Video》
2. 《你是我的風 Music Video》
3. 《貓過敏 Music Video》
（導演：ZUMI）

### 劇場盤
CD
1. 《Teacher Teacher》
2. 《你是我的風》－AKB48家族Center試驗選拔
3. 《蜂巢Dance》 （蜂の巣ダンス）－Team 8
（作詞：秋元康，作曲：飯田清澄）
4. 《Teacher Teacher》off vocal ver.
5. 《你是我的風》off vocal ver.
6. 《蜂巢Dance》off vocal ver.

## 選拔成員

### Teacher Teacher
（中心成員：小栗有以）
- Team A：加藤玲奈、向井地美音、横山由依
- Team K：小嶋真子、込山榛香
- Team B：久保怜音、高橋朱里、福岡聖菜
- Team B／NGT48 Team NIII：柏木由紀
- Team 4：村山彩希、山内瑞葵
- Team 4／STU48：岡田奈奈
- Team 8／Team A：岡部麟、小栗有以
- SKE48 Team S：松井珠理奈
- SKE48 Team KII：小畑優奈
- SKE48 Team E：須田亞香里
- NMB48 Team N：山本彩、山本彩加
- NMB48 Team M：白間美瑠、吉田朱里
- HKT48 Team H：指原莉乃、矢吹奈子
- HKT48 Team KIV：宮脇咲良
- HKT48 Team TII：松岡花
- NGT48 Team NIII：荻野由佳、中井莉加
- STU48：瀧野由美子

| 第四排 | 松岡花   | 山本彩加 | 福岡聖菜   | 山内瑞葵   | 久保怜音   | 矢吹奈子   | 小畑優奈 |
| 第三排 | 村山彩希 | 中井莉加 | 加藤玲奈   | 岡部麟     | 吉田朱里   | 瀧野由美子 | 込山榛香 |
| 第二排 | 小嶋真子 | 高橋朱里 | 須田亞香里 | 向井地美音 | 岡田奈奈   | 荻野由佳   | 白間美瑠 |
| 第一排 | 橫山由依 | 山本彩   | 宮脇咲良   | 小栗有以   | 松井珠理奈 | 指原莉乃   | 柏木由紀 |

### 你是我的風
「AKB48家族Center試驗選拔」名義
（中心成員：向井地美音）
- Team A：入山杏奈（成績第16名）、向井地美音（成績第1名）、橫山由依（成績第8名）
- Team B：岩立沙穗（成績第2名）、佐佐木優佳里（成績第8名）、福岡聖菜（成績第6名）
- Team B／NGT48 Team NIII：柏木由紀（成績第2名）
- Team 4：川本紗矢（成績第8名）
- Team 8 / Team K：小田繪里奈（成績第12名）
- SKE48 Team S：都築里佳（成績第14名）
- SKE48 Team KII：荒井優希（成績第8名）
- HKT48 Team H：坂口理子（成績第13名）、指原莉乃（成績第14名）
- HKT48 Team KIV：淵上舞（成績第4名）
- NGT48 Team NIII：村雲颯香（成績第4名）
- NGT48 研究生：日下部愛菜（成績第7名）

### 浪漫準備中
「Team A」名義
（中心成員：小栗有以）
- Team A：入山杏奈、加藤玲奈、後藤萌咲、篠崎彩奈、鈴木久留美、田口愛佳、千葉惠里、西川怜、前田彩佳、宮崎美穗、向井地美音、橫山由依
- Team 8／Team A：岡部麟、奥本陽菜、小栗有以、下尾美羽、下青木香鈴、谷川聖、長久玲奈、人見古都音、吉田華戀

### 末班電車之夜
「Team K」名義
（中心成員：倉野尾成美）
- Team K：市川愛美、小嶋真子、込山榛香、下口緋奈奈、田野優花、野澤玲奈、藤田奈那、峯岸南、武藤小麟、武藤十夢、茂木忍、安田叶、湯本亞美
- Team 8／Team K：小田繪里奈、倉野尾成美、寺田美咲、中野郁海、橋本陽菜、春本由紀、左伴彩佳、谷口萌香、山田杏華、山田菜菜美、横山結衣

### 新鐘聲
「Team B」名義
（中心成員：久保怜音）
- Team B：岩立沙穗、大家志津香、北澤早紀、久保怜音、小嶋菜月、佐佐木優佳里、高橋朱里、田北香世子、竹内美宥、谷口惠、中西智代梨、樋渡結依、福岡聖菜、山邊歩夢
- Team B／NGT48 Team NIII：柏木由紀
- Team 8／Team B：太田奈緒（日语：太田奈緒）、奥原妃奈子、川原美咲、佐藤朱、佐藤栞、清水麻璃亞、服部有菜、本田仁美、山本瑠香、吉川七瀨

### 貓過敏
「Team 4」名義
（中心成員：山内瑞葵）
- Team 4：淺井七海、稻垣香織[註 2]、大川莉央、大森美優、川本紗矢、佐藤妃星、達家真姫寶、田屋美咲、馬嘉伶、村山彩希、山内瑞葵
- Team 4／STU48：岡田奈奈
- Team 8／Team 4：歌田初夏、大西桃香、行天優莉奈、坂口渚沙、高岡薫[註 3]、高橋彩音、高橋彩香、永野芹佳、野田陽菜乃、濱咲友菜、平野光、宮里莉羅

### 蜂巢Dance
「Team 8」名義
（中心成員：横山結衣）
- Team 8 / Team A：岡部麟、小栗有以、谷川聖、人見古都音
- Team 8 / Team K：倉野尾成美、左伴彩佳、谷口萌香、山田菜菜美、横山結衣
- Team 8 / Team B：太田奈緒、佐藤栞
- Team 8 / Team 4：大西桃香、行天優莉奈、坂口渚沙、濵咲友菜、宮里莉羅

## 外部連結
- 國王唱片官方網站（日語）
  - Type A 初回限定盤（页面存档备份，存于）
  - Type A 通常盤（页面存档备份，存于）
  - Type B 初回限定盤（页面存档备份，存于）
  - Type B 通常盤（页面存档备份，存于）
  - Type C 初回限定盤（页面存档备份，存于）
  - Type C 通常盤（页面存档备份，存于）
  - Type D 初回限定盤（页面存档备份，存于）
  - Type D 通常盤（页面存档备份，存于）
  - 劇場盤（页面存档备份，存于）
- YouTube上的【MV full】Teacher Teacher / AKB48[公式]－YouTube
- YouTube上的AKB48－Teacher Teacher（華納official HD 高畫質官方中字版 8.31前期間限定完整公開）